# Jefferson Fredo Rodrigues
Jefferson Fredo Rodrigues (* 28. Februar 1978), auch bekannt als Jé, ist ein ehemaliger brasilianischer Fußballspieler.

## Karriere
Jé begann seine Karriere 1994 beim Erstligisten Grêmio FBPA. Mit dem Verein wurde er 1995 Copa Libertadores Sieger und 1996 brasilianischer Meister. 1994 und 1997 gewann er mit dem Verein den Copa do Brasil. 1998 wurde er an Uberlândia EC ausgeliehen und 1999 an Verdy Kawasaki. 2000 kehrte er zu Grêmio zurück. Von 2001 bis 2002 war er bei Rio Branco EC unter Vertrag. Danach spielte er bei Grêmio Esportivo Brasil, CE Bento Gonçalves und Canoas SC. 2012 beendete er seine Karriere als Fußballspieler.

## Erfolge
Grêmio FBPA
- Brasilianischer Pokalsieger: 1994, 1997
- Staatsmeisterschaft von Rio Grande do Sul: 1995, 1996
- Copa Libertadores: 1995
- Brasilianischer Meister: 1996